# Mattan
Mattan (hebr. מתן; pol. Prezent) – wieś położona w samorządzie regionu Derom ha-Szaron, w Dystrykcie Centralnym, w Izraelu.
Leży w Szefeli, w otoczeniu miasteczka Dżaldżulja, kibucu Choreszim, moszawów Jarchiw i Newe Jamin, oraz wiosek Nirit i Sede Chemed. Na północy i wschodzie przebiega granica terytoriów Autonomii Palestyńskiej, która jest strzeżona przez mur bezpieczeństwa. Po stronie palestyńskiej znajdują się miasta Kalkilja i Habla, oraz wioska Ras Atija.

## Historia
Pierwotnie znajdowała się tutaj arabska wioska Khirbat Khuraisz, która została wyludniona i zburzona podczas wojny o niepodległość w 1948.
Współczesna osada została założona w 1995. Nazwa została zaczerpnięta z Księgi Przysłów 18:16

Dar człowieka toruje mu drogę i do możnych go prowadzi.

## Edukacja
W wiosce znajduje się szkoła podstawowa.

## Kultura i sport
W wiosce jest ośrodek kultury oraz boisko do piłki nożnej.

## Gospodarka
Gospodarka wioski opiera się na intensywnym rolnictwie i sadownictwie.

## Komunikacja
Na zachód od wioski przebiega autostrada nr 6, brak jednak możliwości bezpośredniego wjazdu na nią. Z wioski wyjeżdża się na południe na drogę nr 5233, którą jadąc na południe dojeżdża się do moszawu Jarchiw i kibucu Choreszim. Lokalna droga prowadzi na wschód do wioski Nirit.